# Mr. Blue Sky
Mr. Blue Sky è un singolo del gruppo musicale britannico Electric Light Orchestra, pubblicato nel 1978 ed estratto dall'album Out of the Blue.
Il brano è stato scritto e prodotto da Jeff Lynne.

## Tracce
7"
1. Mr. Blue Sky
2. One Summer Dream